# تشهل تخم (كورك وناريتش)
تشهل تخم (بالفارسية: چهل تخم) هي قرية تقع في إيران في البلدة المركزية. يقدر عدد سكانها بـ 542 نسمة .